# Valeri Loginov
Valeri Aleksandrovitsj Loginov (Russisch: Валерий Александрович Логинов) (Syzran, 13 december 1955) is een Sovjet- en Russische schaker. Sinds 1991 is hij een grootmeester (GM). Van 1992 tot 1995 speelde hij voor Oezbekistan. Hij was drie keer kampioen van Oezbekistan, in 1976, 1982 en 1984. Hij won het kampioenschap van de stad Sint-Petersburg in 2000, 2004 en 2005. Op de Schaakolympiade van 1992 behaalde hij met het team een zilveren medaille. 
Na zijn afstuderen aan het Leningradse Instituut voor Pulp- en Papiertechnologie werkte Valeri Loginov gedurende vele jaren in Oezbekistan. 
Bij de Godsjajev-Memorial toernooien van 1980 in Olmaliq en van 1983 in Tasjkent eindigde hij als tweede, achter respectievelijk Joeri Anikajev en Joeri Sjabanov. 
In 1987 won Loginov een kwalificatietoernooi in Pavlodar, waaraan ook deelgenomen werd door o.a. Aleksej Drejev, Joeri Dochojan, Alex Yermolinsky, Valeri Tsjechov en Alexander Graf. Daardoor mocht hij in hetzelfde jaar deelnemen aan het kampioenschap van de Sovjet-Unie (A-groep) in Sverdlovsk. Hier eindigde hij echter als laatste (+1 =0 –8). 
In 1990 en 1991 won hij het Internationaal Schaaktoernooi van Boedapest, in 1993 en 1994 de toernooi-reeks First Saturday in Boedapest en in 1994 het Spring Open. Ook won hij internationale schaaktoernooien in Ljubljana (1995), Graz (1998) en Sint-Petersburg (1999). 
In 1989 werd hij Internationaal Meester (IM), in 1991 grootmeester.
In juli 1994 bereikte hij de Elo-rating 2610.
Na meerdere jaren in Hongarije te hebben gewoond, verhuisde Loginov naar Sint-Petersburg. In 2000, 2004 en 2005 won hij het kampioenschap van de stad Sint-Petersburg. 
Later werd hij jeugdtrainer en plaatsvervangend voorzitter van de verenigde schaaktrainers van Sint-Petersburg.  
Volgens eigen opgave won hij in zijn carrière ongeveer zestig toernooien, waaronder zeven First Saturday toernooien in Boedapest. 

## Resultaten in schaakteams
In 1991 won hij in Azov een bronzen medaille met het team van Oezbekistan in het laatste teamkampioenschap van de Sovjet-Unie.
Valeri Loginov speelde met het team van Oezbekistan in de volgende Schaakolympiades:
- in 1992, aan het eerste bord in de 30e Schaakolympiade in Manilla (+1 =6 –6); het team won de zilveren medaille
- in 1994, aan het eerste bord in de 31e Schaakolympiade in Moskou (+3 =6 –2)

Tussen 1995 en 2004 nam hij zeven keer deel aan de Russische kampioenschappen voor teams. Dit was vijf keer met het eerste team en tweede keer met het tweede team van Sint-Petersburg. Met het team bereikte hij vier keer een derde plaats: in 1995, 1998, 1999 en 2002.

## Externe koppelingen
- (en)   Informatie over schaakpartijen van Valeri Loginov op ChessGames.com
- (en)   Informatie over schaakpartijen van Valeri Loginov op 365chess.com
- (en)  FIDE-ratinggegevens voor Valeri Loginov